# Fannyella
Fannyella is een geslacht van zachte koralen uit de familie Primnoidae.

## Soorten
- Ondergeslacht Fannyella
  - Fannyella kuekenthali (Molander, 1929)
  - Fannyella rossii Gray, 1872
- Ondergeslacht Cyathogorgia Cairns & Bayer, 2009
  - Fannyella spinosa (Thomson & Rennet, 1931)
- Ondergeslacht Scyphogorgia Cairns & Bayer, 2009
  - Fannyella abies (Broch, 1965)